# Universidade Kismayo
Universidade Kismayo é uma universidade privada localizada em Kismayo, a terceira maior cidade da Somália.
A Universidade Kismayo foi fundada para melhorar as habilidades e o conhecimento da população da região. A economia é baseada na agricultura e no setor secundário da economia de Kismayo, dependendo de suas pescarias. Pessoas qualificadas deixaram a região, como tem havido desde o início da guerra civil em 1991.
Os fundadores da Universidade, os administradores e os políticos querem oferecer o ensino superior aos jovens que deixam a cidade para estudar em outros lugares. A fundação da Universidade de Kismayo, em setembro de 2005, criou 200 vagas de nível superior.